# Artur Tudor
Artur Tudor (ur. 20 września 1486 w Winchesterze, zm. 2 kwietnia 1502 w Ludlow) – książę Kornwalii od roku 1486, książę Walii i hrabia Chester od roku 1489. Najstarszy syn króla Anglii Henryka VII i Elżbiety York, córki Edwarda IV, pierwszy mąż Katarzyny Aragońskiej.

## Tytulatura
Królewicz Artur od urodzenia był księciem Kornwalii, a od 29 listopada 1489 księciem Walii i hrabią Chester. W wieku 5 lat został kawalerem Orderu Podwiązki.

## Narodziny
Królewicz Artur, pierworodny syn Henryka VII i jego żony Elżbiety, urodził się 8 miesięcy po ślubie rodziców, dlatego powszechnie uważa się, że był wcześniakiem.
Miejscem narodzin Artura był Winchester – dawna stolica zachodnich Anglosasów (królestwa Wessexu), gdzie dwór zjechał na początku września 1486 roku. Królowa powiła syna w klasztorze św. Swituna.
Znana jest dokładna co do godziny data narodzin Artura. Pierworodny syn królewskiej pary przyszedł na świat 20 września 1486 roku niedługo po północy. Na wieść o narodzinach następcy tronu mieszkańcy Winchesteru rozpalili ogniska na ulicach miasta, a zgromadzeni w katedrze odśpiewali „Te Deum laudamus”.

### Chrzest
Dziecko zostało uroczyście ochrzczone 24 września 1486 w katedrze winchesterskiej. Matką chrzestną królewicza była jego babka macierzysta, królowa Elżbieta Woodville, a ojcem chrzestnym John de Vere, 13. hrabia Oxford. Po ceremonii chrztu odbyła się uroczysta procesja ze śpiewami do sanktuarium św. Swituna, a następnie goście udali się, w świetle pochodni i przy dźwiękach muzyki, na ucztę. Spektakularne uroczystości miały podkreślać stabilną pozycję i splendor nowej dynastii Tudorów.

### Wybór imienia
Wybrane dla dziecka imię nie nawiązywało do imienia żadnego zaprzyjaźnionego władcy czy któregoś z angielskich książąt. Sądzono powszechnie, że królewicz został nazwany Arturem na cześć legendarnego króla Artura, po części dlatego, że jego rodzice wierzyli, że odbuduje wielkość monarchii angielskiej, a po części, żeby przypomnieć o walijskich korzeniach rodziny Tudorów. Podkreślano również fakt, że królewicz urodził się w Winchesterze, utożsamianym wówczas coraz częściej z Camelotem króla Artura. Opowiadano nawet, że to w Winchesterze przechowywany jest słynny Okrągły Stół.
Natomiast wychowawca Artura Bernard André (Bernardus Andreas) twierdził, że królewicz otrzymał nietypowe imię, gdyż w chwili jego narodzin na niebie była widoczna gwiazda Arktur. Do tej interpretacji imienia królewicza (urodzony pod gwiazdą Arktur) nawiązano w czasie uroczystości powitalnych na cześć Katarzyny Aragońskiej.

## Stan zdrowia
Ponieważ Artur urodził się prawdopodobnie miesiąc lub dwa miesiące przed terminem, większość XIX-wiecznych i XX-wiecznych historyków uznała, że we wczesnym dzieciństwie musiał walczyć o życie i wyrósł na wątłe, chorowite i słabo rozwinięte dziecko, niższe o pół głowy od swojej niewysokiej żony. Na tym założeniu opierała się argumentacja wielu badaczy twierdzących, że Artur nie był w stanie dopełnić małżeństwa z Katarzyną Aragońską.
Źródła pisane współczesne Arturowi, jak również późniejsze przekazy, przeciwnie, świadczą o zdrowiu Artura – zarówno niemowlęcia, jak i kilkuletniego dziecka. Później odnotowywano tężyznę fizyczną nastoletniego Artura, jego wysoki wzrost i witalność. Źródła nie wspominają również o żadnych poważniejszych dolegliwościach Artura poza ostatnią, śmiertelną chorobą.

## Wychowanie
Wychowawcami następcy tronu byli John Rede oraz niewidomy poeta Bernard André, który w swojej niedokończonej biografii Henryka VIII napisał, że Artur władał dobrze łaciną i greką. Od 1500 opiekunem księcia był Thomas Linacre. Skarbnikiem Artura był sir Henry Vernon.

## Związek z Katarzyną Aragońską

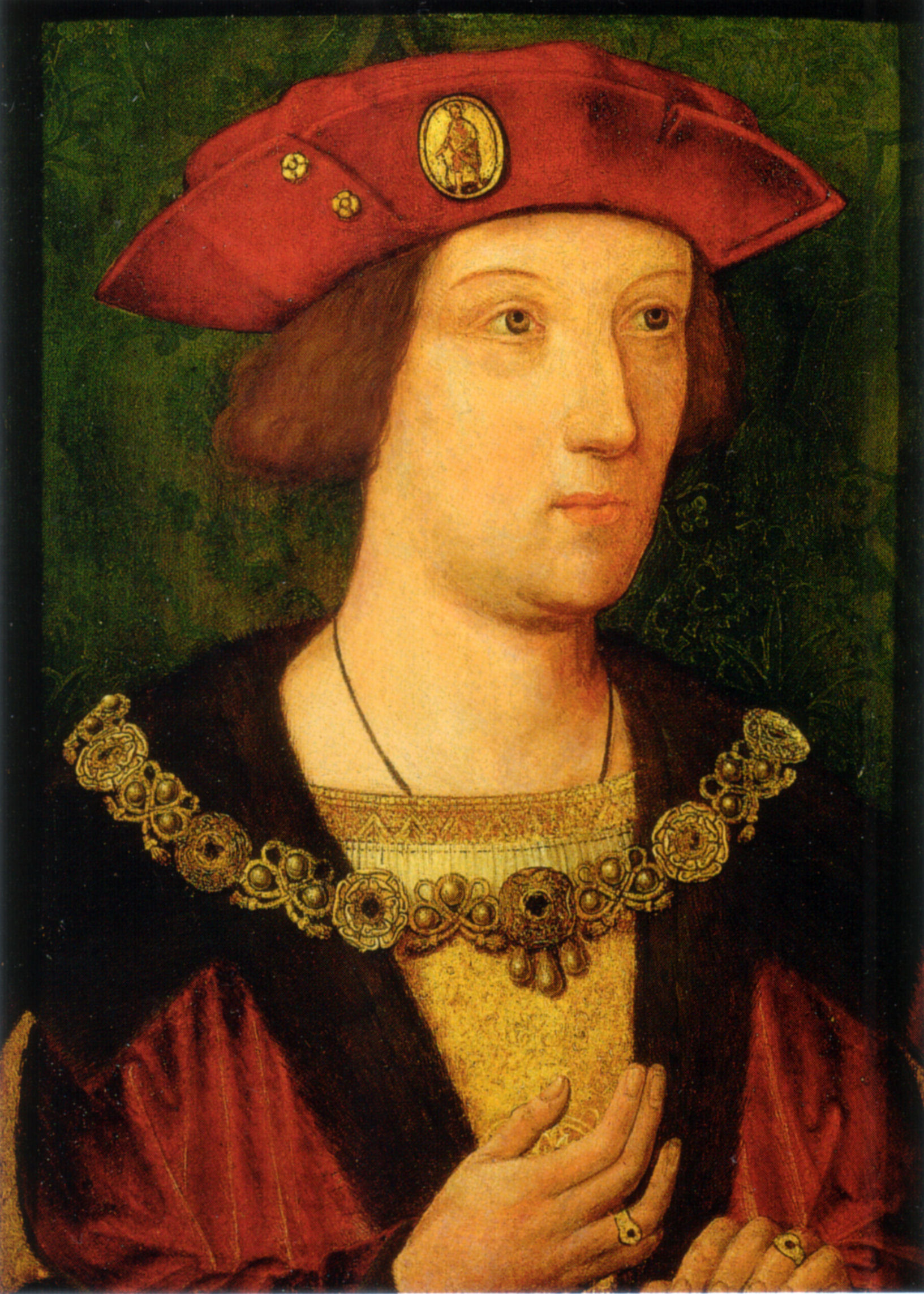
Ślubny portret Artura (prawdopodobnie kopia z około 1520 roku)

Do wstępnych rokowań dotyczących małżeństwa Artura z Katarzyną, najmłodszą córką Królów Katolickich Ferdynanda II Aragońskiego i Izabeli I Kastylijskiej, doszło już w roku 1487, gdy królewicz nie miał jeszcze ukończonego roku. Rozpoczęcie rokowań poprzedziły układy sojusznicze Henryka VII z Ferdynandem II, skierowane przeciwko Francuzom próbującym podporządkować sobie Bretanię. Królowi Anglii zależało również na unieszkodliwieniu zwolenników dynastii Plantagenetów, którzy od lat zbiegali na Półwysep Iberyjski, szukając tam pomocy militarnej i materialnej.
Na mocy pokoju w Medina del Campo rozpoczęto układy małżeńskie. Wstępną wersję kontraktu ślubnego opracował w kwietniu 1488 roku da Puebla, który później uczestniczył również w zaręczynach i był obecny przy zawieraniu małżeństwa per procura, zastępując nieobecną Katarzynę.

### Zaręczyny
W sierpniu 1497 roku w Woodstock odbyły się oficjalne zrękowiny Katarzyny i Artura, w których narzeczoną zastępował upoważniony do tego Roderigo Gonzalva da Puebla. Ceremonia miała charakter wiążący dla narzeczonych jako zaręczyny per verba de praesenti (z natychmiastowym skutkiem), a nie zwykłe zaręczyny per verba de futura (ważne na przyszłość). Gdyby związek został dopełniony, miałby moc legalnego małżeństwa. Katarzyna jeszcze przez kilka lat przebywała wraz z rodzicami w Hiszpanii, mogąc już właściwie używać tytułu księżnej Walii.

### Małżeństwo
Ślub Artura i Katarzyny odbył się w Zielone Świątki 19 maja 1499 roku w pałacu królewskim w Bewdley. Była to pierwsza z trzech ceremonii ślubnych, jakie miały miejsce w latach 1499–1501. Artur jako niepełnoletni uzyskał od papieża dyspensę konieczną do zawarcia małżeństwa. Małżeństwo zawarte per procura nie wymagało powtórzenia, gdyż od tej chwili było ważne i nierozerwalne. Jednak ojciec panny młodej wolał się dodatkowo zabezpieczyć kolejną ceremonią odprawioną zaraz po ukończeniu przez Artura 14 roku życia. Odbyła się ona w zamku w Ludlow blisko granicy z Walią.
W roku 1500 postanowiono, że Katarzyna wyruszy do męża zaraz po ukończeniu 16 lat. Po nieudanej próbie dotarcia do Anglii w sierpniu 1501 roku (groźny sztorm w Zatoce Biskajskiej zagnał statek księżnej Walii z powrotem na hiszpańskie wybrzeże), Katarzynie udało się w październiku dotrzeć do Plymouth. Księżna Walii wjechała do Londynu 12 listopada 1501 roku. Dwa dni później w katedrze św. Pawła miała miejsce kolejna ceremonia ślubna książęcej pary. Uczta weselna odbyła się w zamku Baynard – londyńskiej rezydencji Yorków.
Niedługo po trzeciej uroczystości ślubnej Artur został mianowany zarządcą Marchii Walijskich. 21 grudnia 1501 roku opuścił wraz z żoną dwór królewski i przeniósł się do zamku Ludlow na pograniczu walijskim. Tam małżonkowie spędzili święta Bożego Narodzenia.

### Kwestia dopełnienia małżeństwa
Nie jest pewne, czy małżeństwo Artura i Katarzyny zostało skonsumowane. Henryk, który chciał unieważnić mariaż z Katarzyną, twierdził, że ich małżeństwo było skonsumowane, sama Katarzyna twierdziła, że nie było.

## Choroba i śmierć

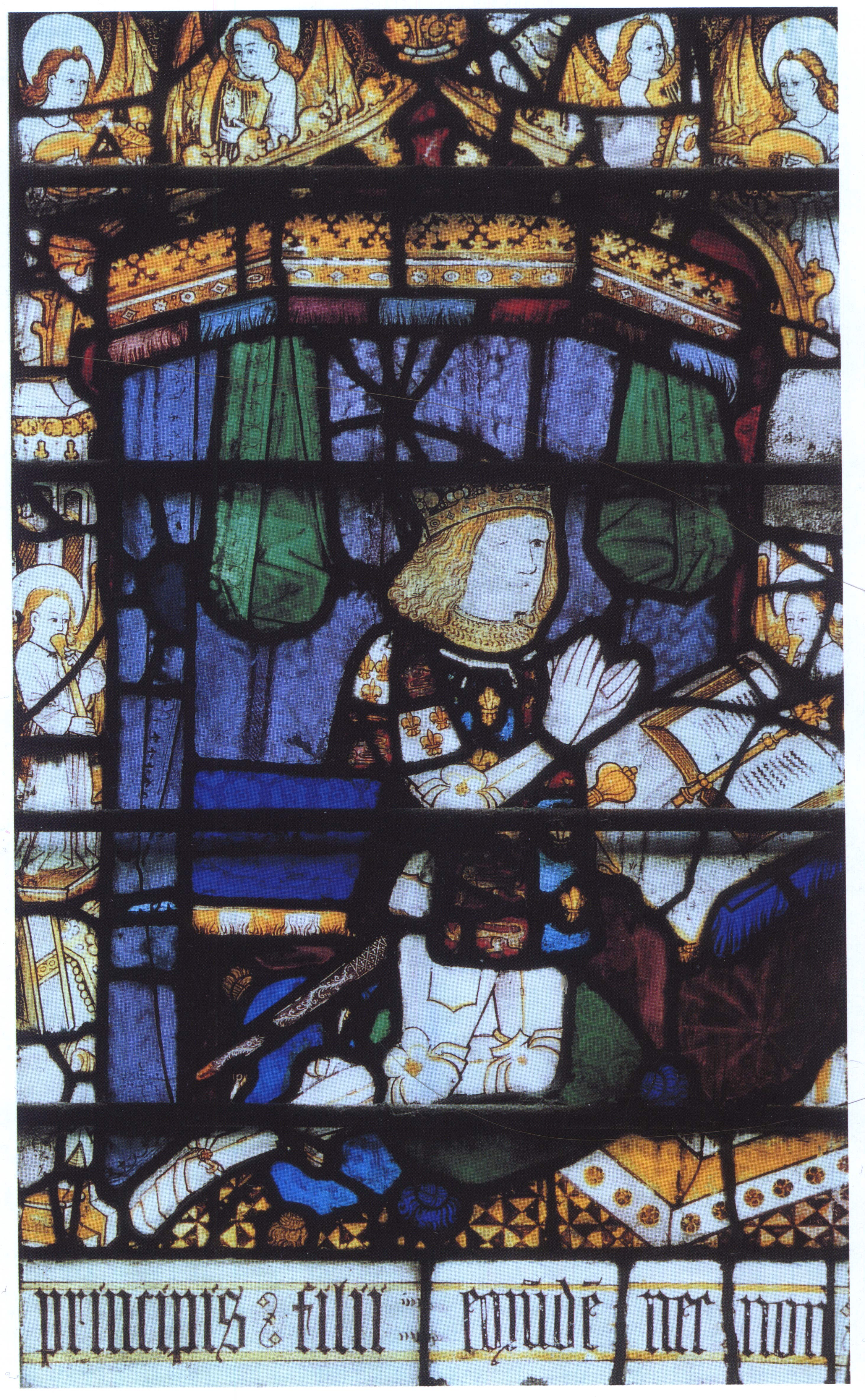
Portret Artura powstały prawdopodobnie za jego życia w latach 1501–1502, witraż w kościele klasztornym w Great Malvern

W Wielkanoc 27 marca 1502 roku Artur był już bardzo poważnie chory. Opisy choroby księcia Walii są tak skąpe, że postawienie na ich podstawie hipotetycznej diagnozy jest niezwykle trudne. Choroba była gwałtowna, ciężka i połączona z silnym bólem, co mogłoby wskazywać na ostry stan zapalny albo groźną chorobę zakaźną, np. zapalenie płuc albo tzw. sudor anglicus. Wiadomo, że Katarzyna rozchorowała się po śmierci męża, co jednak nie musiało być spowodowane zarażeniem się od niego. Ponadto w czasie, gdy odbywały się uroczystości pogrzebowe Artura, w okolicach Worcesteru panowała jakaś zaraza. Niektórzy autorzy piszą również o osłabieniu organizmu księcia Artura, który miał rzekomo chorować na gruźlicę.
Zagadkowy zwrot o gwałtownym i bolesnym ataku choroby, uderzającym w szczególne członki we wnętrzu jego, interpretowano nawet jako wskazówkę do rozpoznania ostatniego stadium nowotworu jąder. Tę hipotezę zdawałaby się potwierdzać wypowiedź świadka choroby Artura, datująca początek niemocy księcia na zapusty, tj. 8 lutego, kiedy to Artur spał z księżną Katarzyną i nigdy nie był tak krzepki w ciele i męstwie, aż do śmierci, która przyszła dlatego, że spał z księżną Katarzyną. Zaawansowany nowotwór jąder u młodego osobnika tłumaczyłby też błyskawiczne tempo choroby i szybki zgon Artura.
Możliwe również, że zarówno Artur, jak i jego dwaj zmarli w podobnym wieku bratankowie, książę Richmond Henryk FitzRoy i król Edward VI, cierpieli na bliżej niezidentyfikowane schorzenie o podłożu genetycznym.
Książę Artur zmarł w sobotę tydzień po Niedzieli Wielkanocnej 1502 roku, tj. 2 kwietnia, na zamku w Ludlow.

## Pochówek
Po trzech tygodniach zabalsamowane zwłoki Artura przeniesiono z zamku do kościoła parafialnego w Ludlow, skąd po odprawieniu ceremonii żałobnej kondukt wyruszył do Bewdley. Nadzór nad uroczystościami pogrzebowymi sprawował Thomas Howard, 1. hrabia Surrey. Ojciec księcia nakazał pochować Artura w najbliższej katedrze.
Książę Walii został pogrzebany w krypcie pod chórem katedry w Worcestrze 27 kwietnia 1502 roku. Jego tytuły odziedziczył po kilku miesiącach młodszy brat Henryk, książę Yorku, który kilka lat później poślubił również owdowiałą Katarzynę. Henryk wybudował nad pochówkiem brata kaplicę grobową, w której dekoracji architektonicznej zachowały się do dziś herby i emblematy osobiste Artura i Katarzyny.
W roku 2002 rozpoczęto poszukiwania grobu księcia Artura. Celem badań miało być również ustalenie możliwej przyczyny nagłej śmierci 15-letniego księcia, m.in. wykluczenie otrucia. Do tej pory nie dokonano jednak otwarcia ani eksploracji grobu.